# آنخل د لس سانتوس
آنخل د لس سانتوس (انگلیسی: Ángel de los Santos؛ زادهٔ ۳ نوامبر ۱۹۵۲) بازیکن فوتبال اهل اسپانیا است.
از باشگاه‌هایی که در آن بازی کرده‌است می‌توان به باشگاه فوتبال رئال مادرید اشاره کرد.